# Dolnośląskie Stowarzyszenie Artystów Fotografików i Twórców Audiowizualnych
Dolnośląskie Stowarzyszenie Artystów Fotografików i Twórców Audiowizualnych – stowarzyszenie fotograficzne utworzone w 1947 roku we Wrocławiu, pod pierwotną, początkową nazwą – Wrocławskie Towarzystwo Fotograficzne.

## Historia
Dolnośląskie Stowarzyszenie Artystów Fotografików i Twórców Audiowizualnych zostało założone 21 maja 1947 roku z inicjatywy Krystyny Gorazdowskiej, Bronisława Kupca, Kazimierza Mędrasia, Bożeny Michalik, Olgierda Niewodniczańskiego, Tadeusza Porębskiego, Witolda Romera, Jaromira Rose, Stefanii Ryś-Wojnarskiej, Piotra Śledziewskiego, Mikołaja Wojtkiewicza – jako Wrocławskie Towarzystwo Fotograficzne. Funkcję pierwszego prezesa Zarządu Wrocławskiego Towarzystwa Fotograficznego objął Witold Romer.
Po 1948 roku Wrocławskie Towarzystwo Fotograficzne zostało członkiem zbiorowym Polskiego Towarzystwa Fotograficznego, stając się wrocławskim oddziałem PTF. Stowarzyszenie zmieniało nazwę kilkakrotnie (na Wrocławskie Towarzystwo Miłośników Fotografii, Dolnośląskie Towarzystwo Fotograficzne). W 1978 roku stowarzyszeniu przywrócono nazwę Wrocławskie Towarzystwo Fotograficzne. W latach 1961–1989 stowarzyszenie było członkiem zbiorowym Federacji Amatorskich Stowarzyszeń Fotograficznych w Polsce. W 1991 roku po raz kolejny zmieniono nazwę organizacji na Związek Twórczy – Wrocławskie Towarzystwo Fotograficzne. Od 3 czerwca 2000 roku stowarzyszenie funkcjonuje pod obecną nazwą – Dolnośląskie Stowarzyszenie Artystów Fotografików i Twórców Audiowizualnych. W 2004 roku organizacja uzyskała status Stowarzyszenia Pożytku Publicznego.
Od 1948 roku stowarzyszenie prowadziło aktywną działalność wystawienniczą. Między innymi zorganizowano I Wystawę Fotografii członków stowarzyszenia oraz Wystawę Dorobku Gospodarczego Ziem Odzyskanych, w której uczestniczyli między innymi Jan Bułhak, Tadeusz Cyprian, Bronisław Kupiec, Bożena Michalik, Janina Mierzecka, Jan Neuman, Fortunata Obrąpalska, Witold Romer. W 1960 roku z inicjatywy Bronisława Kupca rozpoczęto cykl wystaw fotograficznych My Wrocławianie, której kolejne edycje prezentowano do końca lat 80. XX wieku. W 1987 roku zainicjowano ogólnopolski konkurs fotograficzny Patologie Społeczne, organizowany pod patronatem Ministerstwa Kultury i Sztuki oraz Federacji Amatorskich Stowarzyszeń Fotograficznych w Polsce – edycję konkursu zakończono w 1988 roku. W latach 1993–1995 stowarzyszenie było organizatorem Międzynarodowego Konkursu Fotografii Politycznej im. Marszałka Józefa Piłsudskiego oraz Międzynarodowego Konkursu – Muzyka Poważna w Fotografii, we współpracy z Fundacją Międzynarodowych Festiwali Chopinowskich (z siedzibą w Dusznikach Zdroju).

## Działalność
Dolnośląskie Stowarzyszenie Artystów Fotografików i Twórców Audiowizualnych w dalszym ciągu prowadzi aktywną działalność wystawienniczą, plenerową i konkursową. Organizuje wystawy (m.in.) we własnej przestrzeni wystawienniczej, mieszczącej się w siedzibie DSAFiTA – Galerii Fotografii (otwartej 24 lipca 1986 roku), gdzie prezentuje wystawy indywidualne oraz zbiorowe członków stowarzyszenia, wystawy innych fotografów (polskich i zagranicznych), wystawy pokonkursowe oraz wystawy poplenerowe. Począwszy od 1986 roku do chwili obecnej w Galerii Fotografii DSAFiTA prezentowano ponad 200 wystaw fotograficznych fotografów z Polski i świata (m.in. prezentowano fotografie Krzysztofa Heike, Andrzeja Krynickiego, Juliusza Multarzyńskiego, Helmuta Newtona). Kuratorem Galerii Fotografii DSAFiTA jest Zbigniew Stokłosa – obecny prezes Zarządu Dolnośląskiego Stowarzyszenie Artystów Fotografików i Twórców Audiowizualnych we Wrocławiu.
Od 1986 roku DSAFiTA organizuje plenery fotograficzne (obecnie międzynarodowe) aktu i portretu artystycznego. Od 1992 roku DSAFiTA jest organizatorem Międzynarodowego Konkursu Fotograficznego Aktu i Portretu Artystycznego – Afrodyta, konkursu obecnie objętego patronatem Światowego Stowarzyszenia Artystów Fotografików i Twórców Audiowizualnych oraz Polskiej Federacji Fotograficznych i Audiowizualnych Stowarzyszeń Twórczych, z siedzibą we Wrocławiu. Jest organizatorem Międzynarodowego Konkursu Fotograficznego – Wiary i Wierni Tego Świata. Ponadto DSAFiTA jest organizatorem Warsztatów Fotografii Atelierowej Aktu i Portretu Artystycznego (w siedzibie stowarzyszenia) oraz plenerów krajobrazu. Jest wydawcą (m.in.) internetowych zeszytów fotograficznych Obscura.

## Prezesi Zarządu DSAFiTA[1]
- Witold Romer (1947–1949)
- Janina Mierzecka (1950–1951)
- Bożena Michalik (1951–1952)
- Józef Jędziniak (1952–1953)
- Mieczysław Prześlakowski (1954-1957)
- Roman Sawicki (1957–1958)
- Tomasz Olszewski (1958–1959)
- Jerzy Wiklendt (1959–1960)
- Kazimierz Herman (1961–1970)
- Kazimierz Sadowy (1970–1972)
- Jerzy Wiklendt (1972–1972)
- Józef Sokołowski (1972–1974)
- Jerzy Wiklendt (1974–1976)
- Andrzej Rutyna (1976–1978)
- Jerzy Wiklendt (1978–1978)
- Wiesław Śmigielski (1978–1978)
- Leopold Mossakowski (1978–1980)
- Jerzy Szewczyk (1980–1980)
- Maciej Stawiński (1981–1982)
- Ryszard Kopeć (1982–1985)
- Romuald Sołdek (1985–1986)
- Zbigniew Stokłosa (1986–)